# Уотсон, Марк (канадский футболист)
Марк Стюарт Уотсон (англ. Mark Stewart Watson; родился 8 сентября 1970 года в Ванкувере, Канада) — канадский футболист, защитник, известный по выступлениям за сборную Канады. В настоящее время занимается тренерской деятельностью.

## Клубная карьера
Уотсон начал свою профессиональную карьеру в 1990 году выступая команды «Оттава Интрепид», «Гамильтон Стилерз», «Монреаль Супра» и «Ванкувер Уайткэпс». В 1993 году он перешёл в английский «Уотфорд», где из-за высокой конкуренции ему не всегда находилось место в составе. В 1996 году с формированием MLS Марк вернулся в Северную Америку, где играл за «Коламбус Крю», «Нью-Инглэнд Революшн» и «Сиэтл Саундерс». После уверенной игры за американские клубы Уотсоном вновь заинтересовались в Европы. В 1997 году он перешёл в «Эстер», а по окончании сезона вернулся в Англию, где играл за «Оксфорд Юнайтед» и «Олдем Атлетик».
В 2001 году он присоединился к «Ди Си Юнайтед». По окончании сезона Уотсон перешёл в «Чарлстон Бэттери», за который Марк выступал до конца карьеры.

## Международная карьера
16 марта 1991 года в товарищеском матче против сборной США Уотсон дебютировал в сборной Канады. В 1991 году в составе сборной Марк принял участие в Золотом кубке КОНКАКАФ. На турнире он сыграл в матчах против сборных Гондураса, Мексики и Ямайки.
В 1993 году Уотосон во второй раз принял участие в розыгрыше Золотого кубка КОНКАКАФ. На турнире он сыграл в матчах против Коста-Рики, Мартиники и Мексики.
31 июля того же года в отборочном матче чемпионата мира 1998 против сборной Гондураса Марк забил свой первый гол за национальную команду.
В 2000 году Уотсон стал победителем розыгрыша Золотого кубка КОНКАКАФ. На турнире он сыграл в матчах против команд Коста-Рики, Южной Кореи, Мексики, Тринидада и Тобаго и Колумбии. В поединке против тринидадцев Марк забил гол.
В 2001 году Уотсон принял участие в Кубке Конфедераций 2001 в Японии и Южной Корее. На турнире он сыграл в матчах против Японии и Бразилии.

### Голы за сборную Канады
| #   | Дата            | Место                                             | Противник         | Счёт | Результат | Соревнование                       |
| --- | --------------- | ------------------------------------------------- | ----------------- | ---- | --------- | ---------------------------------- |
| 01. | 31 июля 1993    | Стадион Содружества, Эдмонтон, Канада             | Австралия         | 1:1  | 2:1       | Чемпионат мира 1994 (квалификация) |
| 02. | 15 декабря 1996 | Эстадио Кускатлан, Сан-Сальвадор, Сальвадор       | Сальвадор         | 0:1  | 0:2       | Чемпионат мира 1998 (квалификация) |
| 03. | 24 февраля 2000 | Лос-Анджелес Мемориал Колизеум, Лос-Анджелес, США | Тринидад и Тобаго | 0:1  | 0:1       | Золотой кубок КОНКАКАФ 2000        |

### Статистика в сборной
| Канада | Канада | Канада | Канада  |
| Год    | Игры   | Голы   | Ассисты |
| ------ | ------ | ------ | ------- |
| 1991   | 4      | 0      | 0       |
| 1992   | 2      | 0      | 0       |
| 1993   | 14     | 1      | 0       |
| 1994   | 3      | 0      | 0       |
| 1995   | 8      | 0      | 0       |
| 1996   | 6      | 1      | 0       |
| 1997   | 11     | 0      | 0       |
| 1998   | 0      | 0      | 0       |
| 1999   | 4      | 0      | 0       |
| 2000   | 10     | 1      | 0       |
| 2001   | 5      | 0      | 0       |
| 2002   | 0      | 0      | 0       |
| 2003   | 1      | 0      | 0       |
| 2004   | 8      | 0      | 0       |
| 2005   | 0      | 0      | 0       |
| Всего  | 76     | 3      | 0       |

## Тренерская карьера
После окончания карьеры Уотсон стал ассистентом в сборной Канады.
В 2013 году он возглавил американский «Сан-Хосе Эртквейкс».
16 января 2017 года Уотсон вошёл в тренерский штаб «Миннесоты Юнайтед» в качестве помощника главного тренера Эдриана Хита.

## Достижения
Международные
 Канада
- Золотой кубок КОНКАКАФ — 2000

Индивидуальные
- Футболист года в Канады — 1997
- Канадский футбольный Зал Славы — 2008